# Tetropium castaneum
Tetropium castaneum là một loài bọ cánh cứng trong họ Cerambycidae.

## Hình ảnh

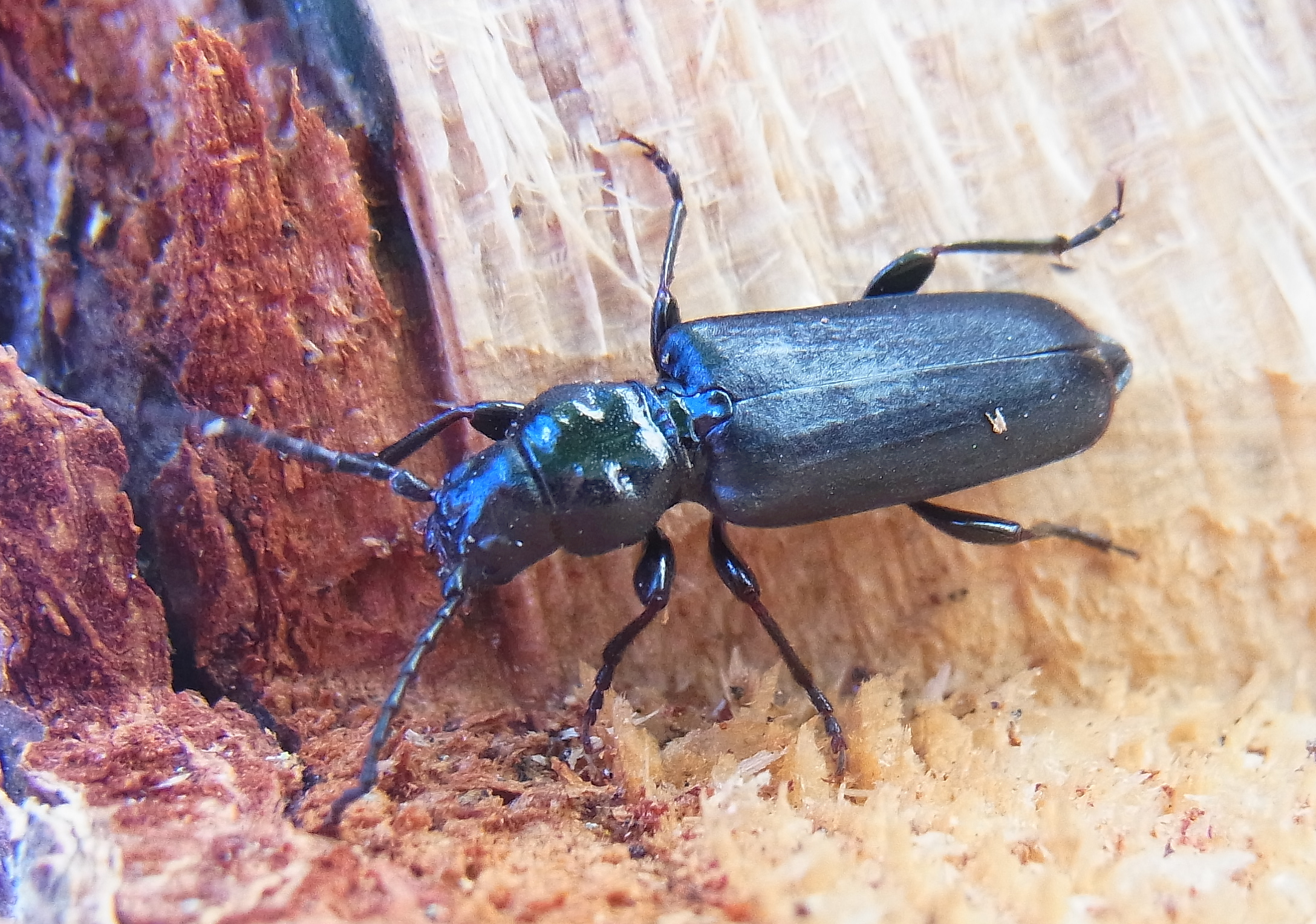
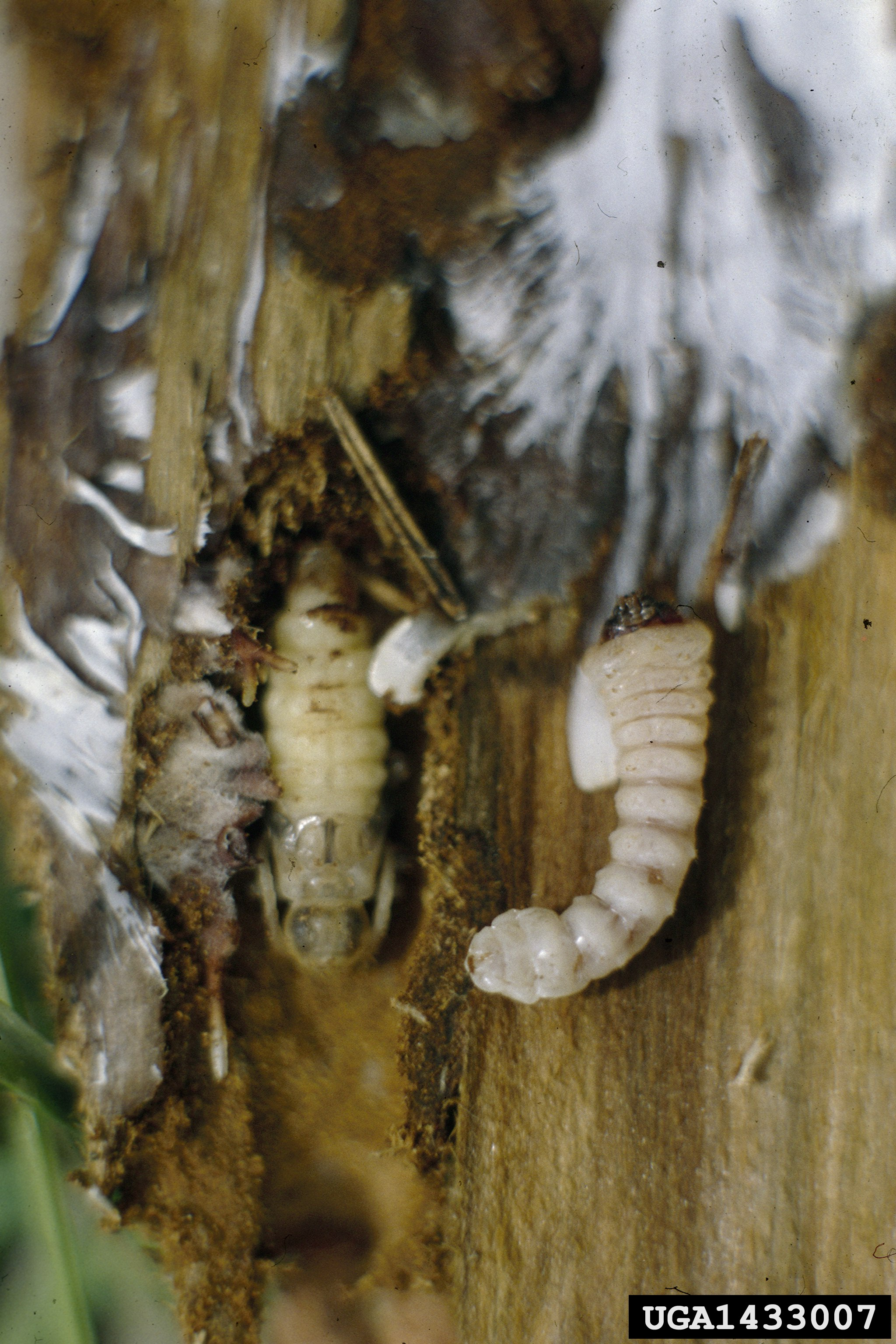